# John Williamson (cantante)
John Robert Williamson (Kerang, 1º novembre 1945) è un cantante, chitarrista e compositore australiano.

## Biografia
Noto soprattutto come esponente di punta del country australiano, ha inoltre composto un paio di opere liriche. Candidato più volte agli ARIA Music Awards, si è aggiudicato due premi. Ha ottenuto numerosi dischi d'oro, platino e anche un triplo platino.
Ha due figlie, nate entrambe dal suo primo matrimonio, terminato con un divorzio dopo trent'anni. Vive tuttora in Australia con la seconda moglie. La primogenita Ami è anche lei cantante.
Convinto repubblicano, ha espresso pubblicamente la sua insofferenza per la monarchia britannica.